# 8663 Davidjohnston
A 8663 Davidjohnston (ideiglenes jelöléssel (8663) 1991 DJ1) a Naprendszer kisbolygóövében található aszteroida. Eleanor F. Helin fedezte fel 1991. február 18-án.